# Terror 2000
Terror 2000 är ett svenskt thrash metal-band, bildat 1999 i Helsingborg som "Killing Machine". Det består av sångaren Björn "Speed" Strid (andra band: Soilwork, Disarmonia Mundi, Coldseed), gitarristerna Nick Sword (annat band: Von Benzo), Klas Ideberg (andra band: Darkane, The Defaced), basgitarristen Dan Svensson (annat band: Hearts Alive) och trummisen Erik Thyselius (andra band: Scarpoint, Construcdead, Arize). Terror 2000 har gjort låtar som "Wraht of the Cookie Monster", "Statena T(h)rash" och "Five Star Prison".

## Medlemmar
Nuvarande medlemmar
- Björn "Speed" Strid – basgitarr (1999–2005), sång (1999– )
- Nick Sword (Niklas Svärd) – gitarr (1999– )
- Klas Ideberg – gitarr (1999– )
- Erik Thyselius	 – trummor (2001– )
- Dan Svensson – basgitarr (2005– )

Tidigare medlemmar
- Henry Ranta – trummor (1999–2001)

## Diskografi
Studioalbum
- 2000 – Slaughterhouse Supremacy
- 2002 – Faster Disaster
- 2005 – Terror for Sale

Livealbum
- 2003 – Slaughter in Japan - Live 2003